# 寻宝 (电视节目)
寻宝为一檔已停播的中国中央电视台综合频道（CCTV1）的电视节目，内容为文物专家为收藏爱好者的文物提供鉴定和专业意见。节目于2008年6月8日開播，每週六18:00在中国中央电视台综合频道首播。